# جوسه انریکه مویال
جوسه انریکه مویال (عبری: יוסף הנרי מויאל‎؛ زاده ۱ اکتبر ۱۹۱۰ درگذشته ۲۲ مهٔ ۱۹۹۸) یک فیزیک‌دان اهل استرالیا بود.